# Голубоногая олуша
Голубоно́гая о́луша (лат. Sula nebouxii) — морская птица из семейства олушевых, обитающая в тропических водах западного побережья Америки от Калифорнийского полуострова до Перу.

## Описание
Голубоногая олуша длиной 80 см. Самки голубоногой олуши как правило крупнее и тяжелее самцов. Вес птицы составляет примерно 1,5 кг. Ноги Олуши ярко-голубые — отличительный признак  вида. Хвост и крылья обычно длинные и заострённые. Оперение коричнево-белое, клюв серо-зелёный. У самок вокруг зрачков имеется тёмное пигментное кольцо, что зрительно увеличивает их глаза. В местах гнездования их поведение по отношению к людям смелое.

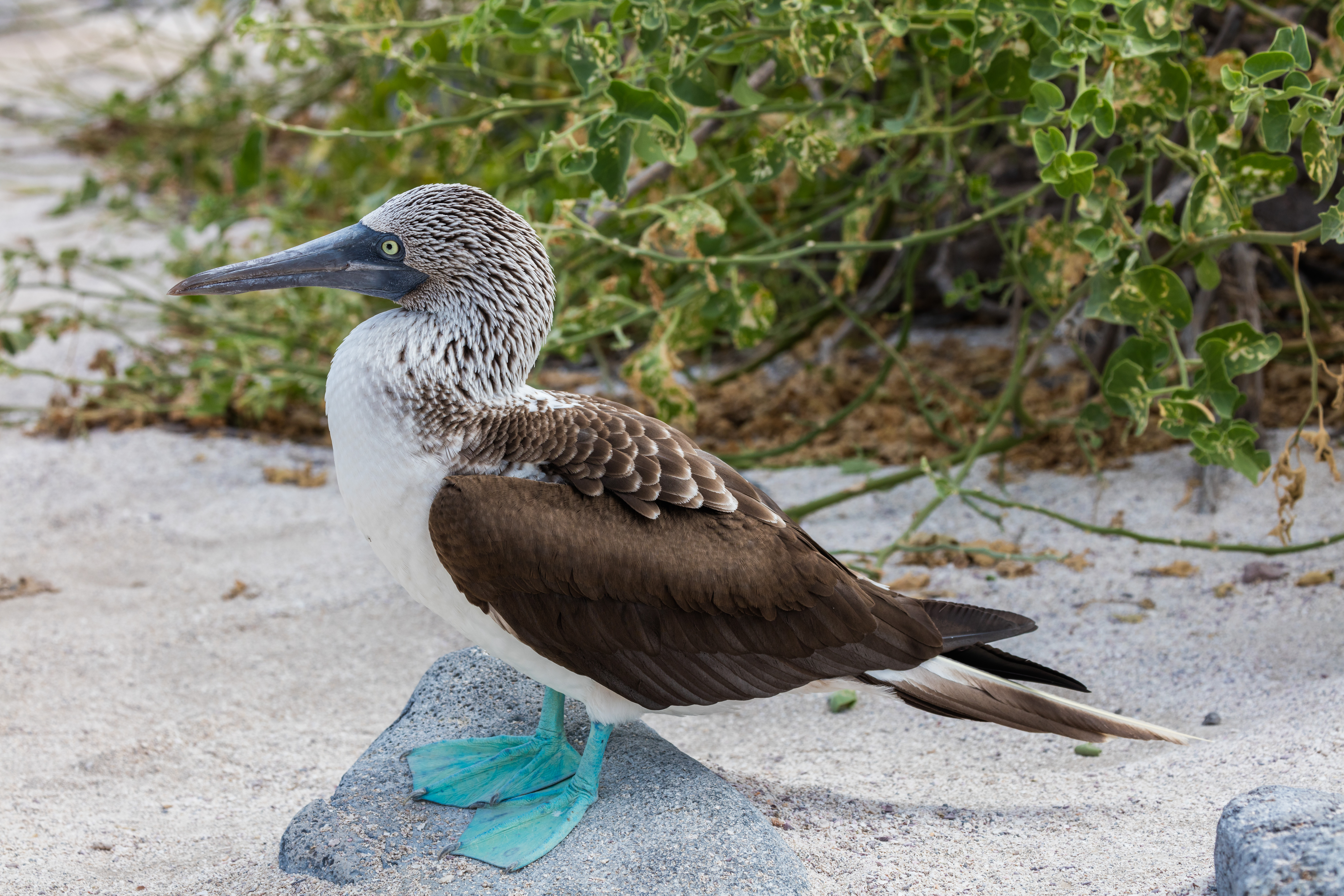

## Ареал
Голубоногая олуша гнездится в основном на Галапагосских островах, а также на засушливых островах Калифорнийского залива, на западном побережье Мексики, на островах вблизи Эквадора и северного Перу. Из 40 000 пар этих птиц примерно половина обитает на Галапагосских островах, где голубоногие олуши охраняются законом.

## Размножение
Синие ноги самцов в период токования (размножения) играют значительную роль. Самки предпочитают самца с окрашенными в ярко-синий цвет ногами и пренебрегают самцом, ноги которого выглядят серо-голубыми.
Птицы гнездятся на островах Центральной и Южной Америки. Их места гнездований находятся на относительно далёком расстоянии друг от друга. Период гнездования длится круглый год, при этом самка делает кладку каждые 8 месяцев. Обычно самка откладывает в течение одной недели 2-3 белых яйца, и оба родителя высиживают их 40 дней. Птенцы покидают гнездо через 102 дня. В 3—4 года они становятся половозрелыми.

## Питание
Питание голубоногих олуш состоит исключительно из рыбы, на которую они охотятся в море. Они летают над поверхностью моря и высматривают добычу, при этом клюв всегда направлен вниз. Когда они находят подходящую добычу, складывают крылья и стремительно пикируют в воду на глубину до 25 м, и в случае успеха появляются с рыбой в клюве на расстоянии нескольких метров от места погружения. Интересен тот факт, что птицы охотятся на рыбу не во время погружения, а при всплытии. Причиной этого является яркий, светло-серебристый рисунок на животе рыбы. Иногда они также хватают в воздухе летучих рыб, если те передвигаются над водой.
Охота за добычей начинается преимущественно рано утром или в предвечернее время.

## Фото

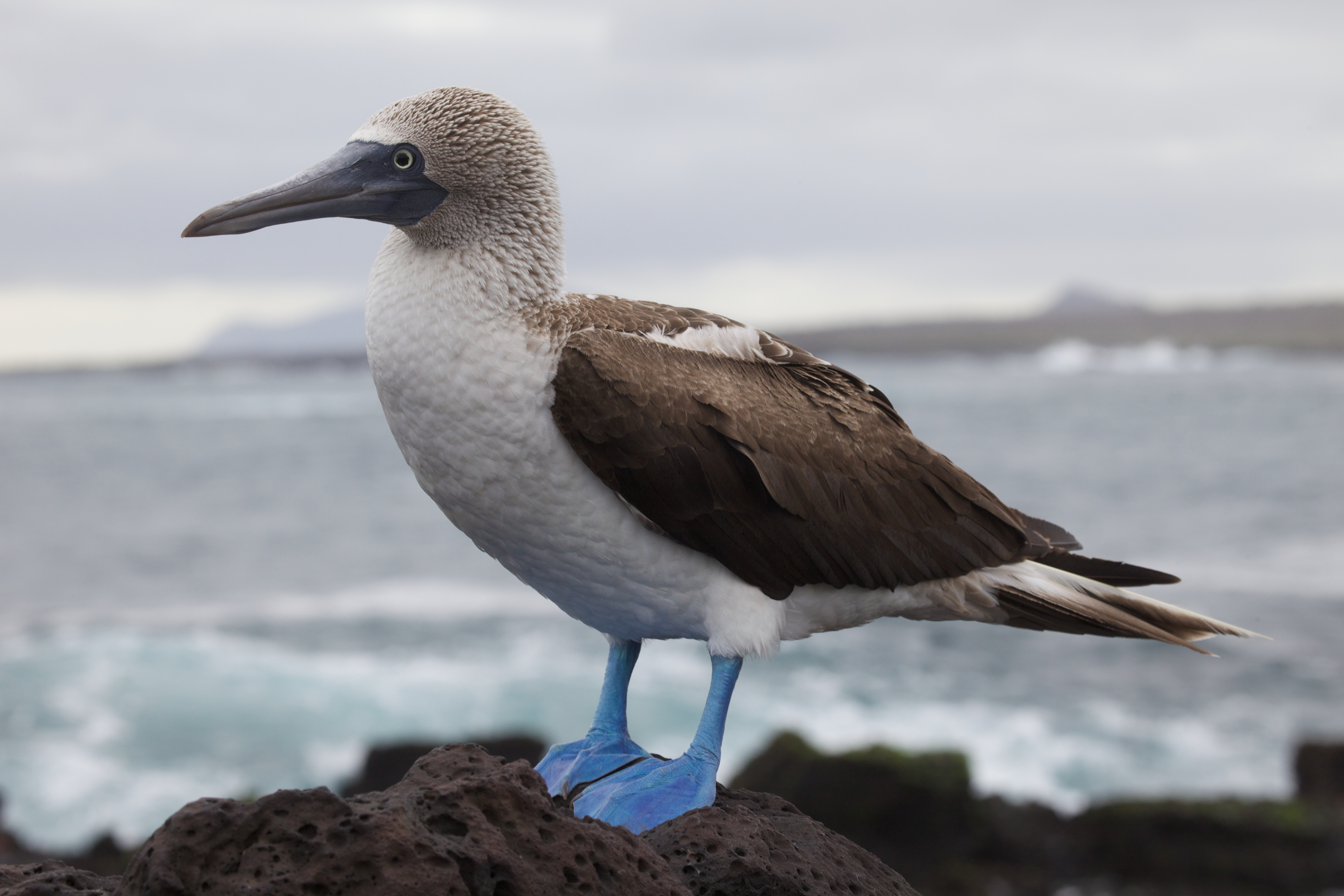
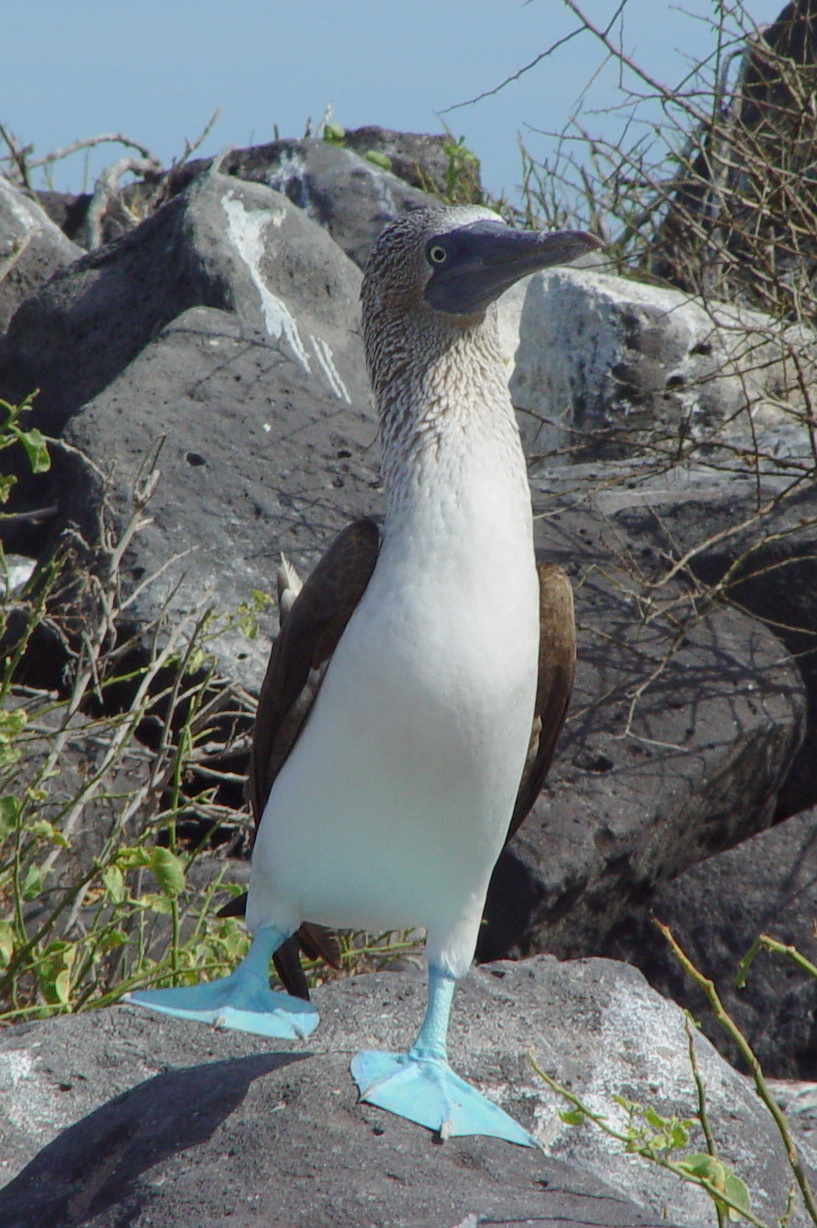
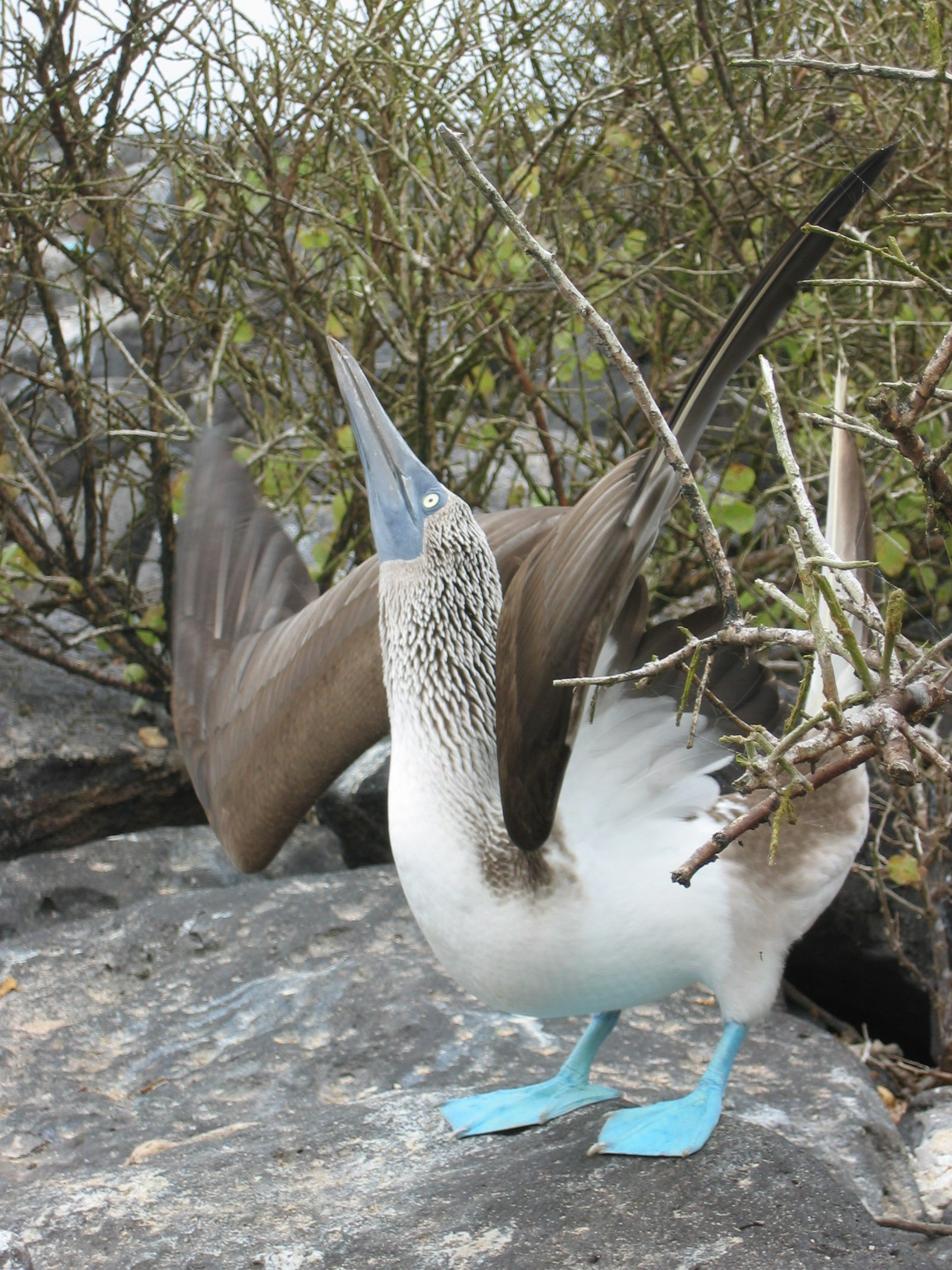
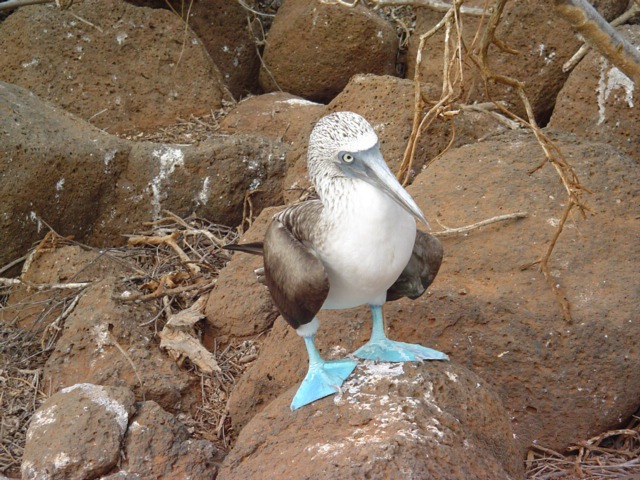
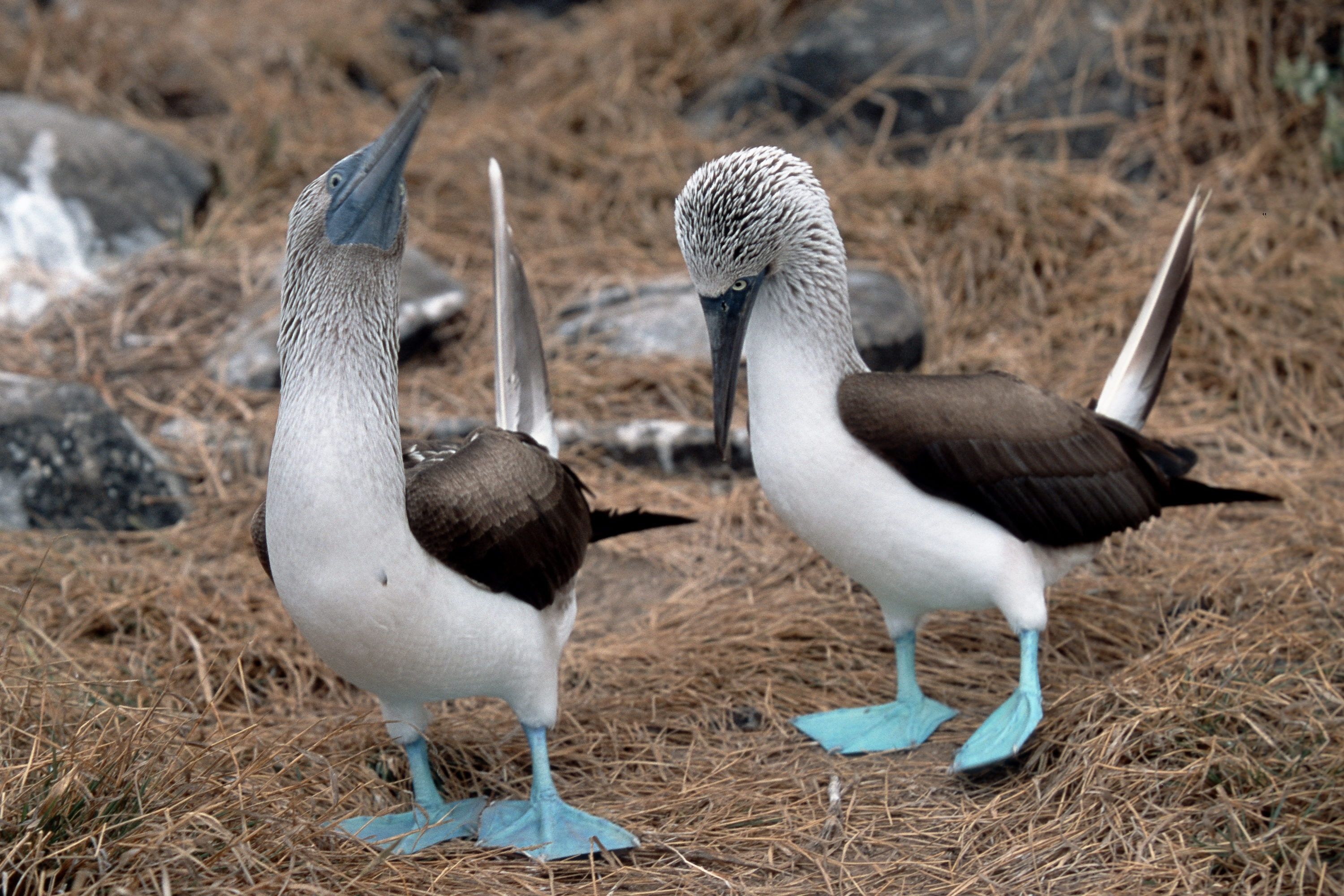
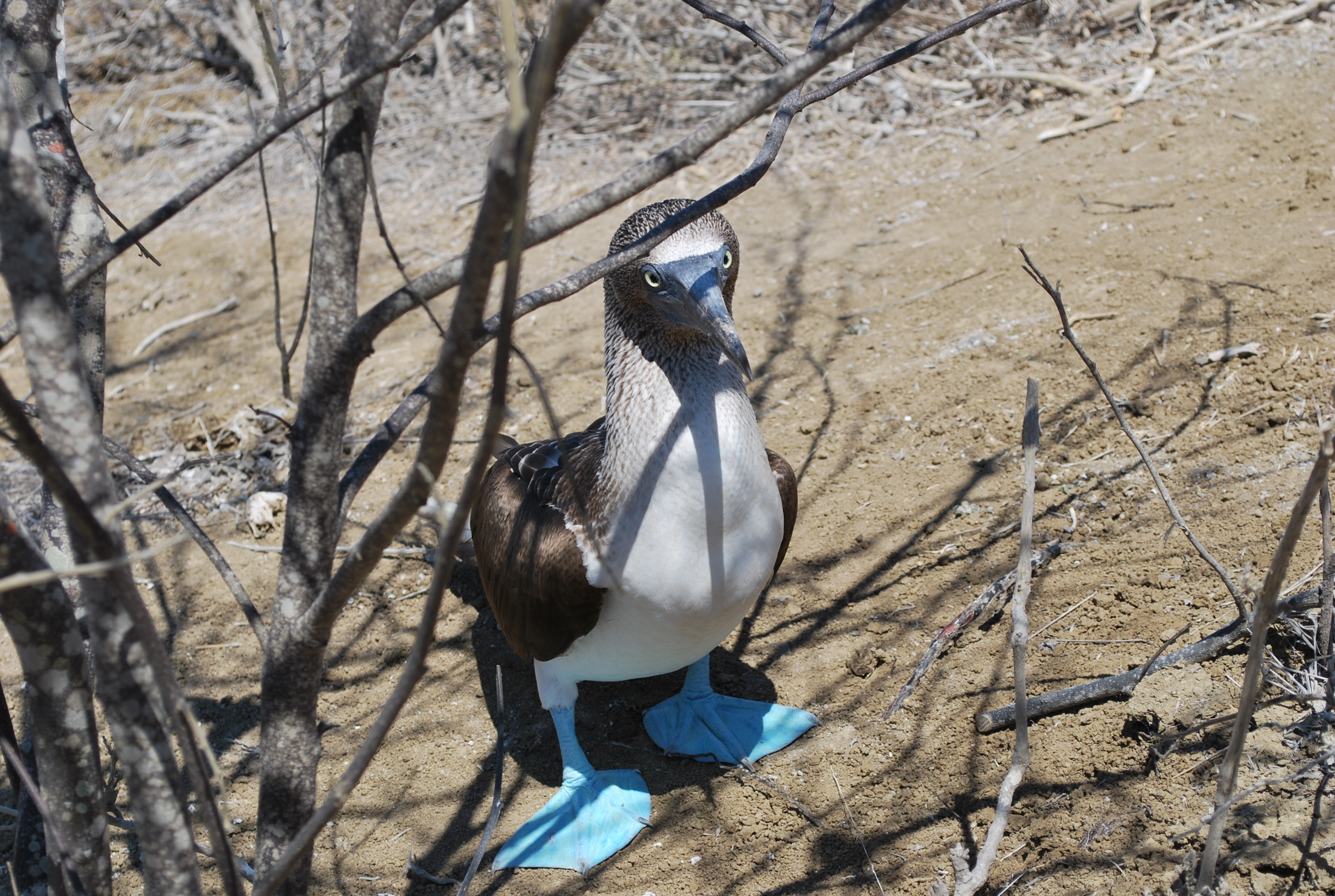
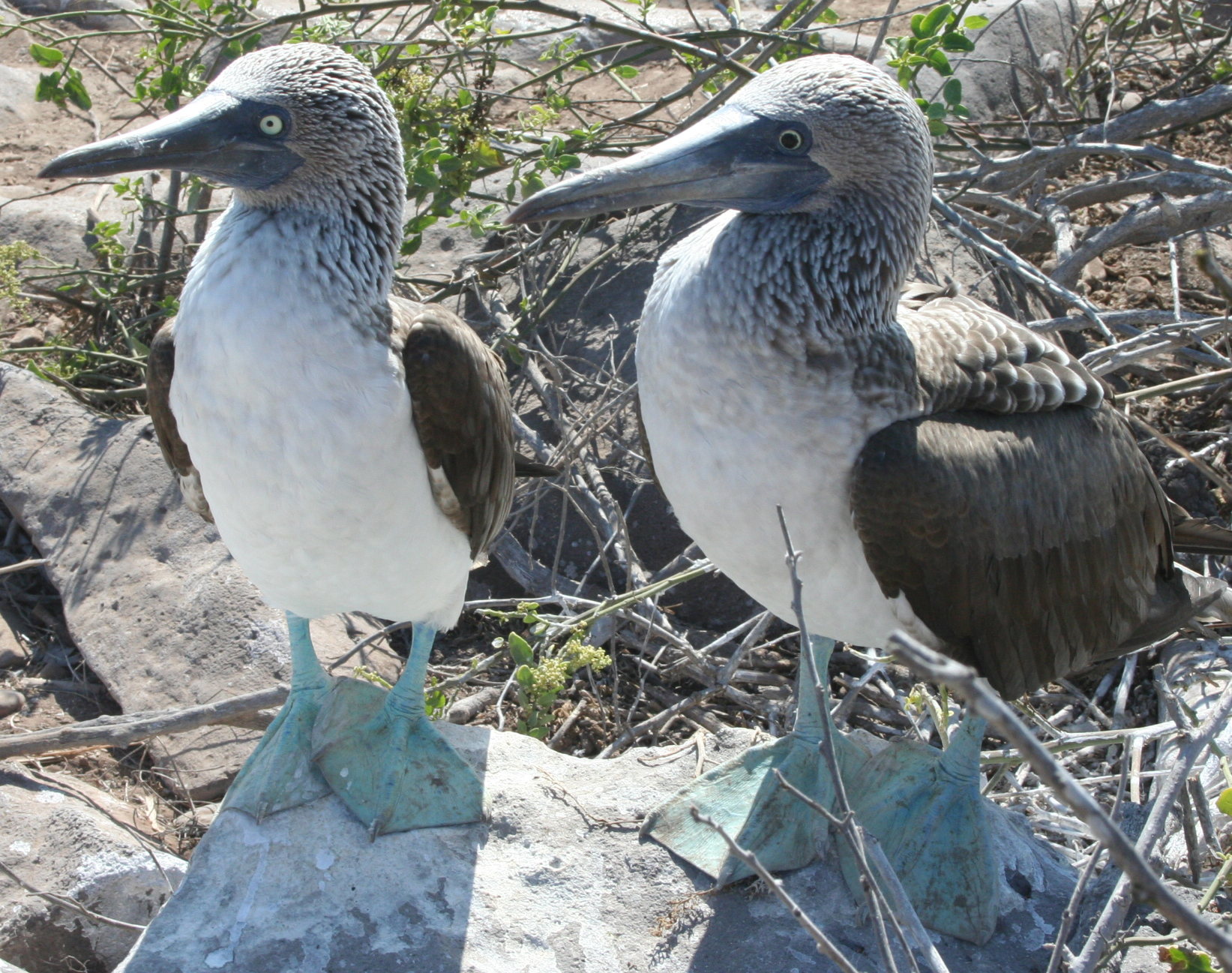
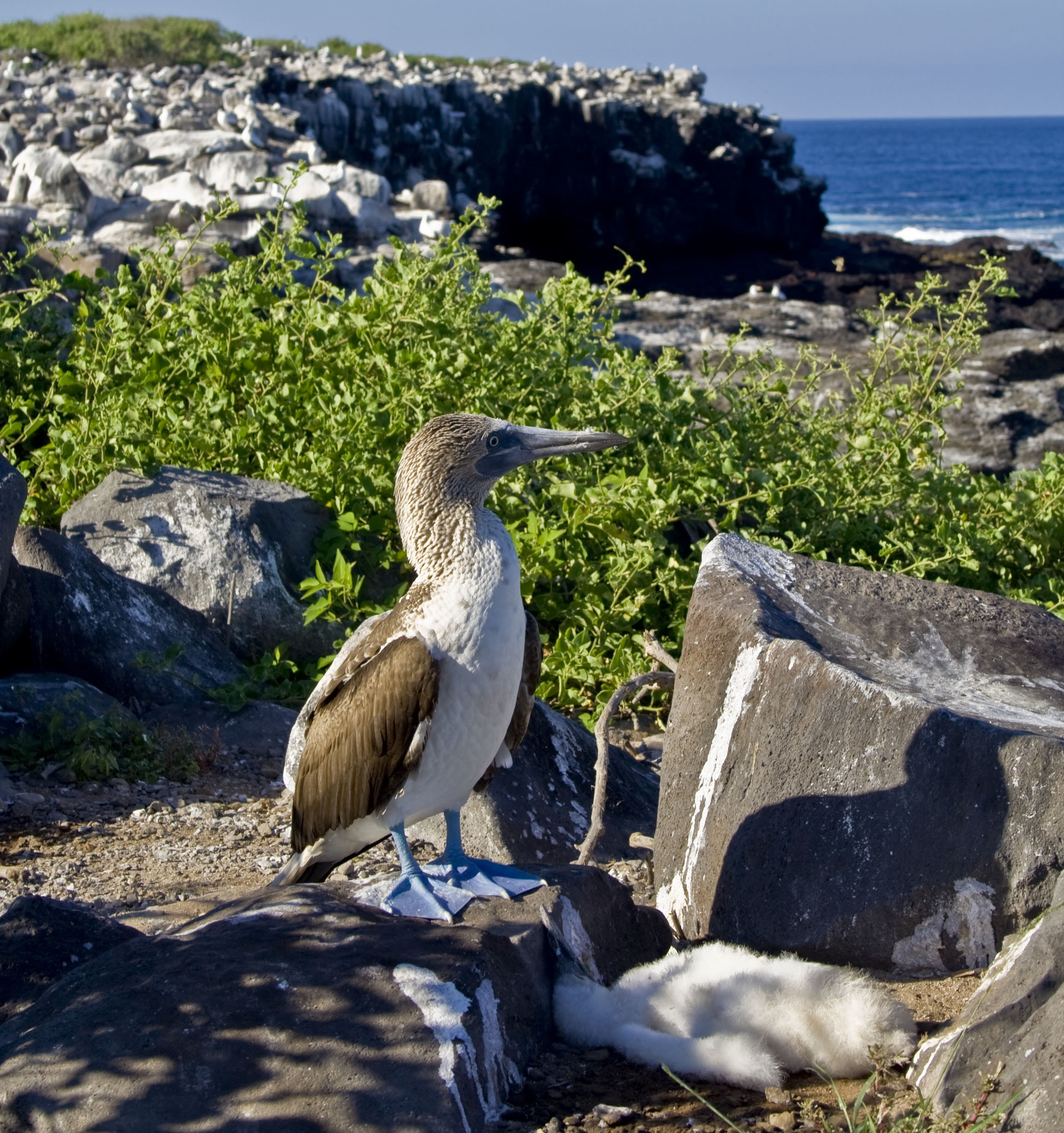
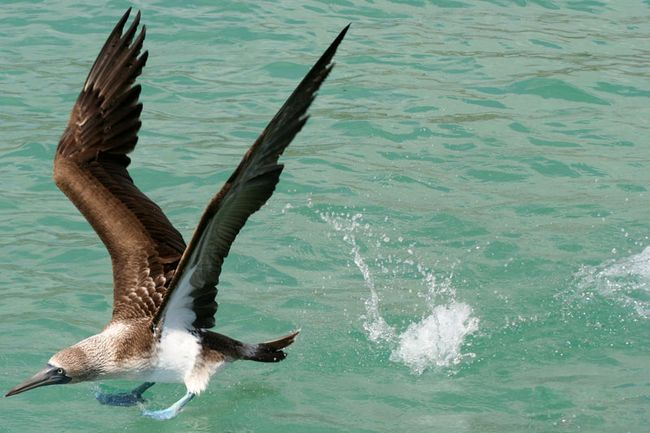
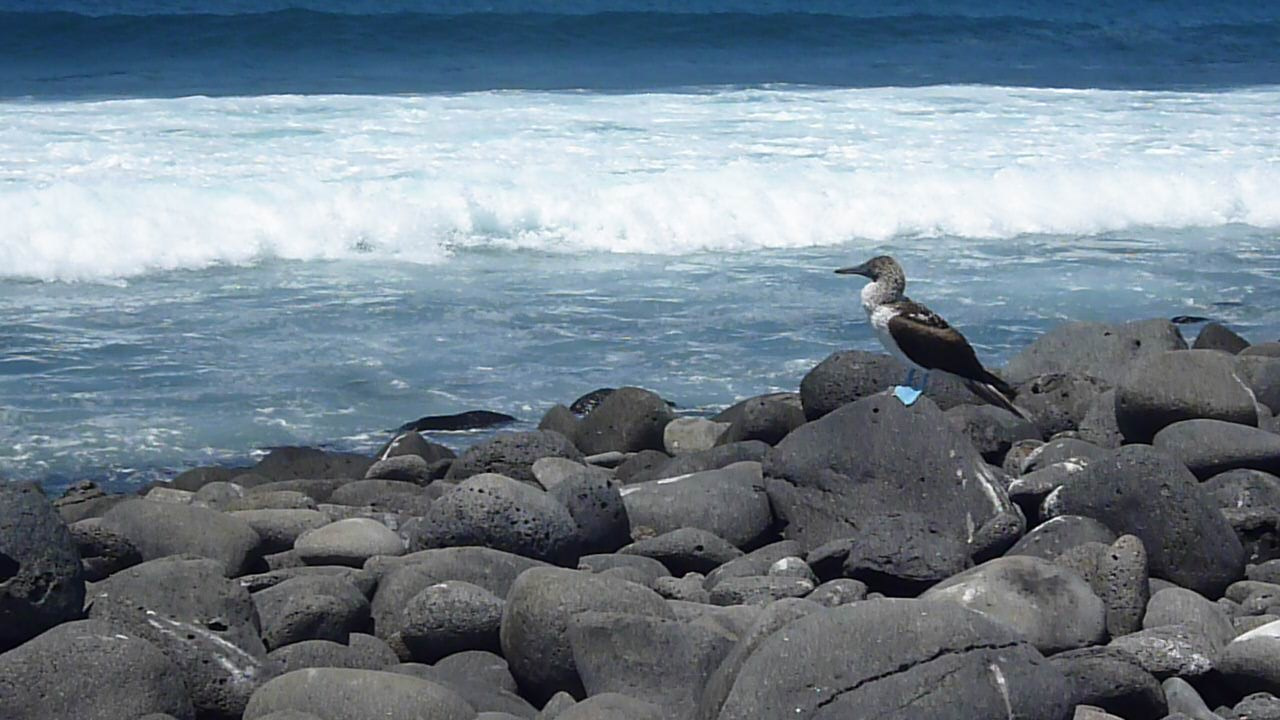
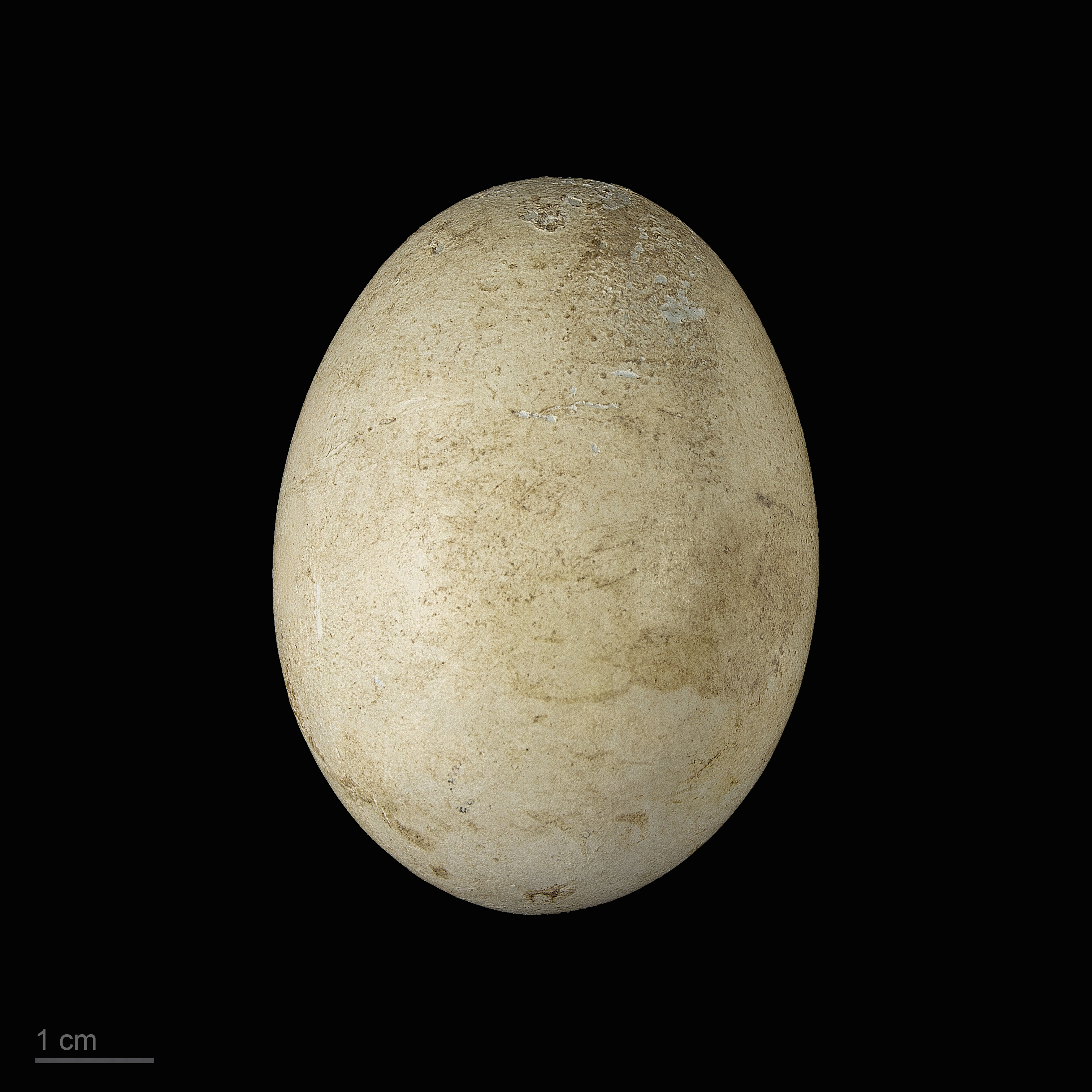
яйцо Sula nebouxii — Тулузский музей